# David Toledo
José David Toledo Bosquez (ur. 18 kwietnia 1982 w El Barrio de la Soledad) – meksykański piłkarz występujący na pozycji defensywnego pomocnika.

## Kariera klubowa
Toledo jest wychowankiem akademii juniorskiej klubu Pumas UNAM z siedzibą w stołecznym mieście Meksyk, do której dołączył jako ośmiolatek. Do pierwszej drużyny został włączony jako dziewiętnastolatek przez szkoleniowca Hugo Sáncheza i w meksykańskiej Primera División zadebiutował 21 października 2001 w wygranym 2:1 spotkaniu z La Piedad. Premierowego gola w najwyższej klasie rozgrywkowej strzelił natomiast 25 stycznia 2004 w wygranej 3:0 konfrontacji z Atlasem. W wiosennym sezonie Clausura 2004 zdobył z Pumas swoje pierwsze mistrzostwo Meksyku i sukces ten powtórzył również pół roku później, podczas rozgrywek Apertura 2004. W 2005 roku zajął natomiast drugie miejsce w krajowym superpucharze – Campeón de Campeones, dotarł do finału najbardziej prestiżowych rozgrywek północnoamerykańskiego kontynentu – Pucharu Mistrzów CONCACAF, a także doszedł do finału turnieju Copa Sudamericana. Nie potrafił sobie jednak wywalczyć miejsca w wyjściowym składzie i przez cały swój pobyt w Pumas pełnił wyłącznie rolę rezerwowego dla graczy takich jak Gerardo Galindo, Leandro Augusto czy Israel Castro (występował też przez pewien czas w drugoligowych filiach Pumas – Altamira FC i Pumas Morelos).
Latem 2007 Toledo odszedł na wypożyczenie do drużyny Atlante FC z miasta Cancún. Tam zaczął regularnie pojawiać się na boiskach w wyjściowym składzie i w jesiennym sezonie Apertura 2007 wywalczył ze swoim zespołem swój trzeci tytuł mistrza Meksyku. Ogółem w barwach Atlante spędził rok, będąc jednym z ważniejszych zawodników drużyny, po czym powrócił do Pumas. W barwach ekipy prowadzonej przez trenera Ricardo Ferrettiego podczas rozgrywek Clausura 2009 zdobył kolejne mistrzostwo kraju, tym razem notując częstsze występy w pierwszej jedenastce. Bezpośrednio po tym sukcesie został zawodnikiem klubu Tigres UANL z siedzibą w mieście Monterrey, gdzie w 2009 roku triumfował w rozgrywkach SuperLigi. Podstawowym piłkarzem zespołu pozostawał jednak tylko przez pierwsze kilkanaście miesięcy, a później stracił miejsce w pierwszym składzie. W sezonie Apertura 2011 zanotował z Tigres swoje piąte mistrzostwo Meksyku, lecz pełnił już wówczas funkcję rezerwowego zawodnika.
W styczniu 2013 Toledo został wypożyczony do klubu Jaguares de Chiapas z siedzibą w Tuxtla Gutiérrez, gdzie od razu został pewnym punktem drugiej linii. Po upływie pół roku jego drużyna została rozwiązana, a on sam przeniósł się do jej spadkobiercy o nazwie Chiapas FC. Ogółem barwy tego klubu reprezentował przez półtora roku jako podstawowy zawodnik, jednak bez większych sukcesów, po czym przeszedł do zespołu Chivas de Guadalajara. Tam z kolei spędził rok, pełniąc głównie rolę rezerwowego i w sezonie Clausura 2015 dotarł do finału krajowego pucharu – Copa MX. Bezpośrednio po tym sukcesie udał się na wypożyczenie do ekipy Puebla FC, z którą z kolei w 2015 roku wywalczył superpuchar Meksyku – Supercopa MX.

## Statystyki kariery
| UNAM        | 2001–2002 | Meksyk | Liga MX | 9   | 0  | —  | — | —             | —  | — | 9   | 0  |
| UNAM        | 2002–2003 | Meksyk | Liga MX | 3   | 0  | —  | — | —             | —  | — | 3   | 0  |
| UNAM        | 2003–2004 | Meksyk | Liga MX | 13  | 1  | —  | — | —             | —  | — | 13  | 1  |
| UNAM        | 2004–2005 | Meksyk | Liga MX | 16  | 3  | 2  | 0 | LMC           | 3  | 1 | 21  | 4  |
| UNAM        | 2005–2006 | Meksyk | Liga MX | 11  | 0  | 1  | 0 | CL            | 2  | 0 | 14  | 0  |
| UNAM        | 2006–2007 | Meksyk | Liga MX | 2   | 0  | —  | — | —             | —  | — | 2   | 0  |
| Atlante     | 2007–2008 | Meksyk | Liga MX | 33  | 3  | —  | — | —             | —  | — | 33  | 3  |
| UNAM        | 2008–2009 | Meksyk | Liga MX | 32  | 2  | —  | — | LMC           | 4  | 1 | 36  | 3  |
| UANL        | 2009–2010 | Meksyk | Liga MX | 33  | 2  | 3  | 0 | SL            | 1  | 0 | 37  | 2  |
| UANL        | 2010–2011 | Meksyk | Liga MX | 26  | 0  | —  | — | —             | —  | — | 26  | 0  |
| UANL        | 2011–2012 | Meksyk | Liga MX | 19  | 0  | —  | — | —             | —  | — | 19  | 0  |
| UANL        | 2012–2013 | Meksyk | Liga MX | 8   | 0  | —  | — | LMC           | 4  | 0 | 12  | 0  |
| Chiapas     | 2012–2013 | Meksyk | Liga MX | 12  | 0  | —  | — | —             | —  | — | 12  | 0  |
| Chiapas     | 2013–2014 | Meksyk | Liga MX | 33  | 2  | —  | — | —             | —  | — | 33  | 2  |
| Guadalajara | 2014–2015 | Meksyk | Liga MX | 18  | 0  | 11 | 1 | —             | —  | — | 29  | 1  |
| Puebla      | 2015–2016 | Meksyk | Liga MX | 30  | 0  | 6  | 0 | CL            | 2  | 0 | 38  | 0  |
| Puebla      | 2016–2017 | Meksyk | Liga MX | 0   | 0  | 0  | 0 | —             | —  | — | 0   | 0  |
| Ogółem      | Ogółem    | Ogółem | Ogółem  | 298 | 13 | 23 | 1 | LMC + CL + SL | 16 | 2 | 337 | 16 |

Legenda:
- LMC – Liga Mistrzów CONCACAF
- CL – Copa Libertadores
- SL – SuperLiga